# Wai
Wai is een nagar panchayat (plaats) in het district Satara van de Indiase staat Maharashtra. 

## Demografie
Volgens de Indiase volkstelling van 2001 wonen er 31.090 mensen in Wai, waarvan 51% mannelijk en 49% vrouwelijk is. De plaats heeft een alfabetiseringsgraad van 77%. 